# Athylia drescheri
Athylia drescheri är en skalbaggsart som först beskrevs av Fisher 1936.  Athylia drescheri ingår i släktet Athylia och familjen långhorningar. Inga underarter finns listade.